# Enthrone Darkness Triumphant
Enthrone Darkness Triumphant è il terzo album in studio del gruppo musicale norvegese Dimmu Borgir, pubblicato il 30 maggio 1997 dalla Nuclear Blast.
Primo album a contenere testi in inglese, è stato registrato presso gli Abyss Studio in Svezia nel gennaio del 1997 ed è stato prodotto dai Dimmu Borgir stessi. Il disco rappresenta un punto di svolta per la band, sia per i contenuti stilistici (al black metal violento e quadrato del gruppo si affiancano trame melodiche affidate agli interventi delle tastiere di Stian Aarstad) sia perché l'elevata qualità tecnica compositiva erge i Dimmu Borgir a rappresentanti di punta di un nuovo modo di concepire il black metal sinfonico.
Per "Mourning Palace" e "Spellbound (by the Devil)" sono stati girati anche dei videoclip curati dalla band stessa.

## Tracce
1. Mourning Palace – 5:13
2. Spellbound (by the Devil) – 4:08
3. In Death's Embrace – 5:43
4. Relinquishment of Spirit and Flesh – 5:33
5. The Night Masquerade – 4:25
6. Tormentor of Christian Souls – 5:39
7. Entrance – 4:48
8. Master of Disharmony – 4:15
9. Prudence's Fall – 5:57
10. A Succubus in Rapture – 6:00
11. Raabjørn Speiler Draugheimens Skodde – 5:02 – traccia fantasma

## Formazione
- Shagrath - voce e chitarra
- Erkekjetter Silenoz - chitarra
- Nagash - basso
- Stian Aarstad - tastiera e sintetizzatore
- Tjodalv - batteria